# Angerme
Angerme é um grupo de j-pop do Hello! Project antigamente conhecido como S/Mileage e constituído por quatro integrantes do Hello! Pro Egg. Atualmente o grupo contêm nove integrantes. Em 17 de dezembro de 2014, foi anunciado que o S/Mileage muda de nome e passa a se chamar Angerme, cujo nome é uma fusão das palavras em francês Ange (anjo) e Larme (lágrimas).

## Integrantes
| Geração     | Nome              | Data de nascimento               | Data de entrada        | Cor           | Posição                                        |
| ----------- | ----------------- | -------------------------------- | ---------------------- | ------------- | ---------------------------------------------- |
| 7ª Geração  | Layla Ise         | 19 de janeiro de 2004 (22 anos)  | 23 de novembro de 2018 | Laranja       | Líder, Vocalista Líder                         |
| 8ª Geração  | Rin Hashisako     | 6 de outubro de 2005 (21 anos)   | 3 de julho de 2019     | Vermelho Puro | Vocalista de Apoio, Dançarina Líder            |
| 9ª Geração  | Rin Kawana        | 6 de dezembro de 2003 (23 anos)  | 2 de novembro de 2020  | Verde         | Vocalista de Apoio                             |
| 9ª Geração  | Shion Tamenaga    | 9 de fevereiro de 2004 (22 anos) | 2 de novembro de 2020  | Rosa          | Sub-Líder, Vocalista de Apoio, Dançarina Líder |
| 9ª Geração  | Wakana Matsumoto  | 1º de setembro de 2007 (19 anos) | 2 de novembro de 2020  | Branco        | Vocalista de Apoio                             |
| 10ª Geração | Yuki Hirayama     | 25 de julho de 2006 (20 anos)    | 30 de dezembro de 2021 | Verde Claro   | Vocalista Líder                                |
| 11ª Geração | Yukiho Shimoitani | 4 de agosto de 2006 (20 anos)    | 23 de maio de 2023     | Rosa quente   | Vocalista de Apoio                             |
| 11ª Geração | Hana Goto         | 5 de junho de 2008 (18 anos)     | 23 de maio de 2023     | Azul mar      | Vocalista de Apoio                             |
| 12ª Geração | Momoha Nagano     | 13 de maio de 2010 (16 anos)     | 16 de agosto de 2025   | Amarelo       | Vocalista de Apoio                             |

## História
Em 4 de abril de 2009, Tsunku postou no seu blog, que iria formar um novo grupo, constituído por membros do Hello! Pro Egg. Mais tarde, acabou por revelar que o grupo teria como membros Wada Ayaka, Maeda Yuuka, Fukuda Kanon e Ogawa Saki, e que Ayaka seria a líder do grupo. Um mês depois, a 7 de maio de 2009, Tsunku revelou que o nome do grupo seria "S/mileage". Explicou, também, que o nome provinha das palavras inglesas "Smile" (Sorriso) e "Age" (Idade) e que significava "Idade dos Sorrisos".
O primeiro single indie do grupo, aManojaku, foi vendido no concerto "Hello! Pro Egg ~Nakano STEP~" em 7 de junho de 2009.
Em 23 de novembro de 2009, depois de lançarem três singles indie, os membros do grupo receberam uma mensagem em vídeo durante o concerto Shinjin Kouen de Tsunku, que anunciava que eles iriam graduar do Hello! Pro Egg e que realizar o seu primeiro major single na primavera de 2010. No entanto, em 28 de fevereiro de 2010, Tsunku anunciou que os membros do S/mileage iriam debutar em maio, mas primeiro elas teriam que superar um desafio. O desafio consistia em conseguir receber 10 000 fotos de fans a sorrirem, até à meia-noite do dia 25 de maio e fazer uma colagem dessas fotos num placar com 2x4 metros. Se eles falhassem esta tarefa, o single major poderia ser adiado ou até cancelado.
Durante o tempo da campanha, foram postados no Canal Oficial da Up-Front Works no YouTube videos das S/mileage a colectar fotos. Em 27 de março, todo o grupo graduou do Hello! Pro Egg.
As S/mileage apareceram no concerto de outro grupo do Hello! Project, o C-ute na primavera 2010 "Shocking Live" em 20 de março de 2010.
No dia 1 de abril de 2010 foi mostrada a história do grupo no programa do Hello! Project Bijo Gaku. Mostrou desde quando os membros foram seleccionados, até ao desafiu de colectar os 10 000 sorrisos.
Em 3 de abril de 2010, Tsunku apareceu no concerto "Special Joint 2010 Haru ~Kansha Mankai! Mano Erina 2 Shuunen Totsunyuu & S/mileage Major Debut e Sakura Sake! Live~", e anunciou que o S/mileage tinha aconseguido atingir o objectivo de colectar as 10 000 fotos. O grupo no total colectou cerca de 16 000 fotos, e destas, 3 110 foram colectadas pelos membros do S/mileage. O site do grupo também foi editado e foram colocados os planos para o futuro do grupo.
Ainda em abril, foi formada uma sub-unidade das S/mileage, intitulada Lilpri e que era constiuida por todos os membros do grupo à excepção de Ogawa Saki (que tinha um segmento especial no OhaSuta), pois os outros três membros davam vozes às personagens do anime Hime-chen! Otogichikku Idol Lilpri, nomeadamente Wada Ayaka dava voz a "Yukimori Ringo", Maeda Yuuka a "Takashiru Layla" e Fukuda Kanon a "Sasahara Natsuki". O grupo realizou o seu primeiro single "Little♥Princess☆Pri!" a 16 de junho de 2010.
Em 26 de maio de 2010 o grupo realizou o seu primeiro major single, intitulado Yumemiru 15sai, que falava sobre os sonhos e os desejos de uma jovem de 15 anos para as suas férias de Verão. O single atingiu a 5.ª posição no Oricon, mantendo-se na tabela durante 3 semanas e vendendo um número total de 24 521 cópias até à data.
Em maio de 2011 S/mileage comemorou seu primeiro aniversário, com isso Tsunku anunciou fazer uma audição para adicionar sub-membros. Em junho a audiição começou.
Em agosto de 2011, o single Uchouten LOVE foi o single mais vendido do S/mileage com 29,328 copias. Ainda em agosto no dia 14 na turnê "Hello! Project 2011 Summer ~Nippon no Mirai wa WOW WOW Live~"  foi anunciado as novas sub-membros do S/mileage: Nakanishi Kana, Kosuga Fuyuka e Tamura Meimi, com as Hello Pro Kenshuusei, Takeuchi Akari e Katsuta Rina. No dia 24 foi anunciado no site do S/mileage que Ogawa Saki iria graduar do S/mileage e do Hello!Project.

## Discografia

### Álbuns
| n.º | Nome                  | Data       | Posição | Vendas 1.ª Semana | Total de Vendas |
| --- | --------------------- | ---------- | ------- | ----------------- | --------------- |
| 1   | Warugaki① (悪ガキッ①) | 2010.12.08 | #18     | 8,905             | 11,848          |

### Singles
- [2009.06.07] aManojaku (ぁまのじゃく)
- [2009.09.23] Asu wa Date na no ni, Ima Sugu Koe ga Kikitai (あすはデートなのに、今すぐ声が聞きたい)
- [2009.11.23] Suki-chan (スキちゃん)
- [2010.03.14] Otona ni Narutte Muzukashii!!! (オトナになるって難しい!!!)

#### Major
| n.º | Nome do Single | Data       | Posição | Vendas 1.ª Semana | Total de Vendas |
| --- | --- | ---------- | ------- | ----------------- | --------------- |
| 1   | Yumemiru 15sai (夢見る １５歳) Thank You! Crème Brûlée no Yuujou (サンキュ！クレームブリュレレの友情) | 2010.05.26 | #5      | 20 438            | 24 936          |
| 2   | ◯◯ Ganbaranakutemo Eenende!! (○○ がんばらなくてもええねんで！！) ○○ Ganbaranakutemo Iin da yo!! (○○ がんばらなくてもいいんだよ！！) Smile Bijin (スマイル美人)                                                                      | 2010.07.28 | #6      | 18 987            | 24 489          |
| 3   | Onaji Jikyuu de Hataraku Tomodachi no Mama (同じ時給で働く友達の美人ママ) Chokotto LOVE (ちょこっとＬＯＶＥ) | 2010.09.29 | #5      | 17 998            | 29 533          |
| 4   | Short Cut (ショートカット) Panya-san no Arubaito (パン屋さんのアルバイト) Otome Pasta ni Kandou (乙女パスタに感動) | 2011.02.09 | #5      | 20 492            | 22 831          |
| 5   | Koi ni Booing Buu! (恋にＢｏｏｉｎｇ ブー！) Hatsukoi no Anata e (初恋の貴方へ) Koi wo Shichaimashita! (恋をしちゃいました！) | 2011.04.27 | #6      | 19 049            | 20 954          |
| 6   | Uchouten LOVE (有頂天ＬＯＶＥ) Jitensha Chiririn (自転車チリリン) Chu! Natsu Pa~rty (チュ！夏パ～ティ) | 2011.08.03 | #5      | 29 328            | --              |
| 7   | Tachiagirl (タチアガール) Smile Ondon (スマイル音丼) Boogie Train '11 (ブギートレイン'１１) S/mileage Singles Gekijou Moe Remix (スマイレージ シングルス 激萌えリミックス)                                                          | 2011.09.28 | #4      | 22 792            | --              |
| 8   | Please Miniskirt Postwoman! (プリーズ ミニスカ ポストウーマン！) Konnichiwa Konbanwa (こんにちは こんばんは) S/mileage Singles Gekiyaba Remix (スマイレージシングルス 激ヤバリミックス) Te wo Nigitte Arukitai (手を握って歩きたい) | 2011.12.28 | --      | --                | --              |
| 9   | Chotto Mate Kudasai! (チョトマテクダサイ！) por anunciar | 2012.02.01 | --      | --                | --              |

### Singlesdigitais
- [2010.06.18] Yumemiru Fifteen PAX JAPONICA GROOVE REMIX (夢見る 15歳 PAX JAPONICA GROOVE REMIX)
- [2010.08.07] ○○ Ganbaranakutemo Eenende!! (TopNude Remix Version 01) (○○ がんばらなくてもええねんで!! (TopNude Remix Version 01))
- [2010.11.10] Onaji Jikyuu de Hataraku Tomodachi no Bijin Mama (Remix Type 1)
- [2011.08.18] Short Cut (Remix Ver.) (ショートカット (Remix Ver.))
- [2011.08.18] Uchouten LOVE~rocketman mix~ (有頂天LOVE～rocketman mix～)

### Outrossingles
- [2010.11.24] My School March (マイ・スクール・マーチ) (Oha Girl Maple with S/mileage)
- [2011.08.06] Makeruna Wasshoi! (負けるな わっしょい！) (Bekimasu) (Indie)
- [2011.11.16] Busu ni Naranai Tetsugaku (ブスにならない哲学) (Hello! Project Mobekimasu)

### Compilações / Outros
- [2010.12.15] Hello! Project - Petit Best 11 (#06 Yumemiru Fifteen, #13 ○○Ganbaranakutemo Eenende!! (TopNude Remix Version 02))
- [2011.12.21] Hello! Project - Petit Best 12 (#14 Short Cut, #15 Tachiagirl)

### DVDs
- [2010.01.31] Toe the line
- [2010.06.16] Special Joint 2010 Haru ~Kansha Mankai! Mano Erina 2 Shuunen Totsunyuu & S/mileage Major Debut e Sakura Sake! Live~ (Mano Erina, S/mileage)
- [2010.06.26] S/mileage Ouen Kikaku ~S/mileage Mega Bank vol.0~ & S/mileage Member Solo Event
- [2010.11.03] Obaachan Ie no Curry Rice ~Smile Recipe~
- [2010.12.29] S/mileage 1st Live Tour 2010 Aki ~Devil Smile Angel Smile~
- [2011.02.16] S/mileage no Music V Collection 1
- [2011.07.13] °C-ute & S/mileage Premium Live 2011 Haru ~°C&S Collaboration Daisakusen~ (°C-ute, S/mileage)
- [2011.08.24] S/mileage 2011 Limited Live "S/mile Factory"
- [2011.09.21] S/mile Factory ~S/mileage 4nin de Saigo da YO! Medetai no ni!~
- [2011.12.21] Smileage All Single MUSIC VIDEO Blu-ray File 2011
- [2011.12.21] S/mileage Concert Tour 2011 Aki ~Gyakushuu no Chou Mini Skirt~

### Outros DVDs / Blurays
- [2010.08.04] BD.Hello! Project 2010 WINTER Kachofugetsu Shuffle Date
- [2011.04.27] Hello! Project 2011 WINTER - Kangei Shinsen Matsuri - B kkuri Live
- [2011.04.27] Hello! Project 2011 WINTER - Kangei Shinsen Matsuri - A gana Live
- [2011.11.16] Hello! Project 2011 SUMMER - Nippon no Mirai wa WOW WOW Live -

## Trabalhos

### Televisão
- 2010 Hanbun Esper (半分エスパー)

#### Actualmente
- [2010–] Test no Hanamichi (Wada Ayaka)
- [2010–] Oha Star (Ogawa Saki)
- [2010–] Hime-chen! Otogichikku Idol Lilpri (ひめチェン! おとぎちっくアイドル リルぷりっ) (Wada Ayaka, Maeda Yuuka, Fukuda Kanon)
- [2010–] Bijou Gaku (美女学)
- [2010-] Go! Bungee Police (出動！バンジーP) (Wada Ayaka)

### Internet
- [2009–] S/mileage no TAKEOFF (スマイレージのTAKEOFF) (Limitado ao Clube de Fans)
- [2010-] Smileage TV no USTREAM

### Rádio
- [2010–] FIVE STARS (Maeda Yuuka, Fukuda Kanon)

### Teatro
- 2009 Koisuru Hello Kitty (恋するハローキティ)
- 2010 Gekidan Gekiharo Dai 8 Kai Kouen "Smile Recipe" (劇団ゲキハロ第8回公演 「スマイルレシピ」)